# Robert Zebeljan
Robert Zebeljan (orm. Ռոբերտ Զեբելյան, ur. 31 marca 1984 w Soczi) – ormiański piłkarz pochodzenia rosyjskiego (posiada podwójne obywatelstwo), grający na pozycji napastnika.
Reprezentował barwy Żemczużyna Soczi (2002–2003) oraz FC Soczi-04 (2005). Łącznie zanotował 84 występy w tych klubach i strzelił 18 bramek
Przed sezonem 2006, Zebeljan dołączył do drużyny Kubania Krasnodar, gdzie strzelił 23 gole w 40 meczach rozegranych w Rosyjskiej Pierwszej Dywizji i pomógł klubowi w uzyskaniu promocji do wyższej klasy rozgrywkowej.
Ma za sobą również debiut w kadrze narodowej, w wyjazdowym meczu z Finlandią 15 listopada 2006.

## Kariera
| Sezon | Klub             | Rozgrywki                              | Mecze | Bramki |
| ----- | ---------------- | -------------------------------------- | ----- | ------ |
| 2002  | Żemczużyna Soczi | Rosyjska Druga Dywizja                 | 34    | 7      |
| 2003  | Żemczużyna Soczi | Rosyjska Druga Dywizja                 | 25    | 9      |
| 2005  | FC Soczi-04      | Rosyjska Druga Dywizja                 | 28    | 6      |
| 2006  | Kubań Krasnodar  | Rosyjska Pierwsza Dywizja              | 38    | 23     |
| 2007  | Kubań Krasnodar  | Rosyjska Premier Liga                  | 2     | 0      |
|       |                  | Łącznie w Rosyjskiej Drugiej Dywizji   | 87    | 22     |
|       |                  | Łącznie w Rosyjskiej Pierwszej Dywizji | 38    | 23     |
|       |                  | Łącznie w Rosyjskiej Premier Lidze     | 2     | 0      |